# La Montanara
La Montanara is een lied gecomponeerd door de Italiaan Toni Ortelli in 1927. Het lied is vooral beroemd in het Italiaanse, Oostenrijkse en Zwitserse Alpengebied.

## Geschiedenis
Ortelli schreef La Montanara toen hij zich als alpinist ophield op de hoogvlakte Pian della Mussa in de Piëmontese Alpen. Luigi Pigarelli, een magistraat en amateur-musicus uit Trente, arrangeerde het kort daarop tot zijn klassieke vorm :a capella voor vier mannenstemmen. Hij deed dit voor het Coro della SOSAT, een in 1928 opgericht mannenkoor van een alpinistenvereniging in Trente. Sindsdien heeft het Coro della SOSAT het lied op meer dan 1500 concerten in de hele wereld gezongen. In 1933 maakte het een eerste plaatopname. 
Ralph Maria Siegel zorgde later voor een Duitstalige tekst en vervolgens zette het Montanarakoor uit Stuttgart het in 1958 op het repertoire. 
In totaal is La Montanara in 148 talen vertaald. Van de diverse uitvoeringen (koren, solisten en instrumentaal) zijn meer dan 20.000.000 opnamen verkocht.

## Heino
De Duitse zanger Heino maakte er een hitnummer van. Hij nam het lied op om het als single uit te brengen. Het verscheen als nummer op zijn langspeelplaat Edelweiß/La Montanara, dus genoemd naar de twee grootste hits van dat album. Uiteraard verscheen het ook op een verzamelalbum, titel Seine grossen Hits Erfolge 3.
In Duitsland stond het lied in totaal 24 weken in de Top 30 met als hoogste notering een derde plaats. In België, Oostenrijk en Zwitserland haalde het de hitparades niet.

### Nederlandse Top 40
| Hitnotering: 22-12-1973 t/m 23-02-1974 | Hitnotering: 22-12-1973 t/m 23-02-1974 | Hitnotering: 22-12-1973 t/m 23-02-1974 | Hitnotering: 22-12-1973 t/m 23-02-1974 | Hitnotering: 22-12-1973 t/m 23-02-1974 | Hitnotering: 22-12-1973 t/m 23-02-1974 | Hitnotering: 22-12-1973 t/m 23-02-1974 | Hitnotering: 22-12-1973 t/m 23-02-1974 | Hitnotering: 22-12-1973 t/m 23-02-1974 | Hitnotering: 22-12-1973 t/m 23-02-1974 | Hitnotering: 22-12-1973 t/m 23-02-1974 | Hitnotering: 22-12-1973 t/m 23-02-1974 |
| Week:                                  | 1                                      | 2                                      | 3                                      | 4                                      | 5                                      | 6                                      | 7                                      | 8                                      | 9                                      | 10                                     |                                        |
| -------------------------------------- | -------------------------------------- | -------------------------------------- | -------------------------------------- | -------------------------------------- | -------------------------------------- | -------------------------------------- | -------------------------------------- | -------------------------------------- | -------------------------------------- | -------------------------------------- | -------------------------------------- |
| Positie:                               | 30                                     | 26                                     | 17                                     | 12                                     | 7                                      | 7                                      | 9                                      | 19                                     | 23                                     | 30                                     | uit                                    |

### NederlandseSingle Top 100
| Hitnotering: 05-01-1974 t/m 16-02-1974 | Hitnotering: 05-01-1974 t/m 16-02-1974 | Hitnotering: 05-01-1974 t/m 16-02-1974 | Hitnotering: 05-01-1974 t/m 16-02-1974 | Hitnotering: 05-01-1974 t/m 16-02-1974 | Hitnotering: 05-01-1974 t/m 16-02-1974 | Hitnotering: 05-01-1974 t/m 16-02-1974 | Hitnotering: 05-01-1974 t/m 16-02-1974 | Hitnotering: 05-01-1974 t/m 16-02-1974 |
| Week:                                  | 1                                      | 2                                      | 3                                      | 4                                      | 5                                      | 6                                      | 7                                      |                                        |
| -------------------------------------- | -------------------------------------- | -------------------------------------- | -------------------------------------- | -------------------------------------- | -------------------------------------- | -------------------------------------- | -------------------------------------- | -------------------------------------- |
| Positie:                               | 19                                     | 14                                     | 9                                      | 7                                      | 11                                     | 19                                     | 25                                     | uit                                    |